# Габрина
Габрина (болг. Габрина) — село в Болгарии. Находится в Смолянской области, входит в общину Мадан. Население составляет 24 человека.

## Политическая ситуация
Габрина подчиняется непосредственно общине и не имеет своего кмета.
Кмет (мэр) общины Мадан — Атанас Александров Иванов (Болгарская социалистическая партия (БСП))по результатам выборов.